# Université de technologie Rajamangala
Pour les articles homonymes, voir Rajamangala.
L'université de technologie Rajamangala (thaï : มหาวิทยาลัยเทคโนโลยีราชมงคล, anglais : Rajamangala University of Technology, RMUT), est l'un des systèmes universitaires de Thaïlande. Il compte neuf universités qui dispensent un enseignement de premier et de deuxième cycle. Elle a été élevée au rang d'université en 2005. Avant cela, elle était connue sous le nom de Institut de technologie de Rajamangala  (สถาบันเทคโนโลยีราชมงคล).

## Histoire
En septembre 2016, le Premier ministre Prayut Chan-o-cha a invoqué la section 44 de la charte intérimaire l'autorisant à former un panel spécial pour prendre en charge l'administration de l'Université de technologie Rajamangala Tawan-ok, celle-ci étant jugée incapable de s'administrer elle-même.

## Branches

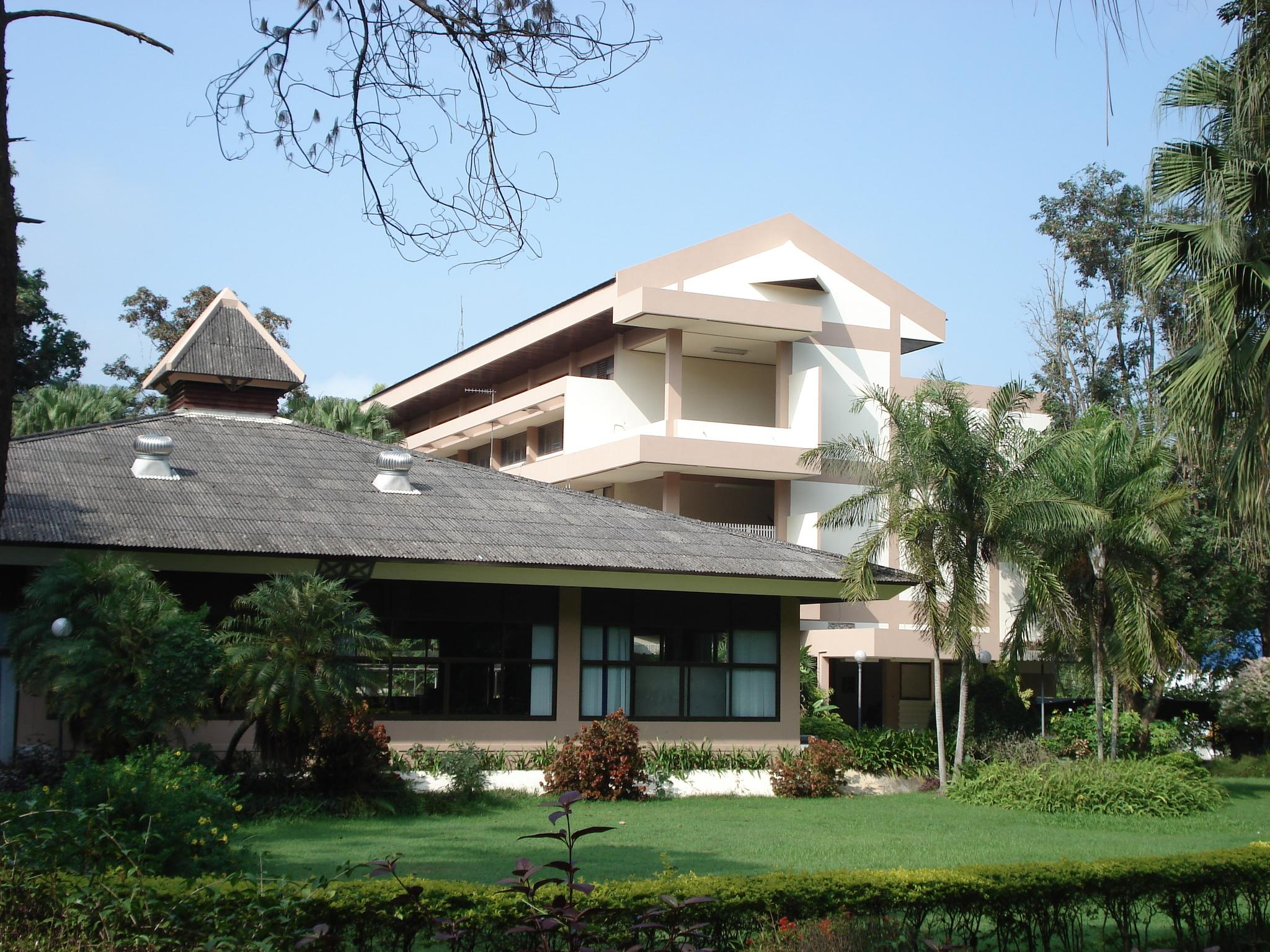
Université de technologie Rajamangala Lanna

- Université de technologie Rajamangala LannaUniversité de technologie Rajamangala Thanyaburi (en)
- Université de technologie Rajamangala Suvarnabhumi
- Université de technologie Rajamangala Krung thep
- Université de technologie Rajamangala Rattanakosin 
  - Académie des arts de Poh Chang
- Université de technologie Rajamangala Phra Nakhon
- Université de technologie Rajamangala Tawan-ok
- Université de technologie Rajamangala Lanna (en)
- Université de technologie Rajamangala Isan
- Université de technologie Rajamangala Srivijaya (en)

## Galerie

Université de technologie Rajamangala Thanyaburi
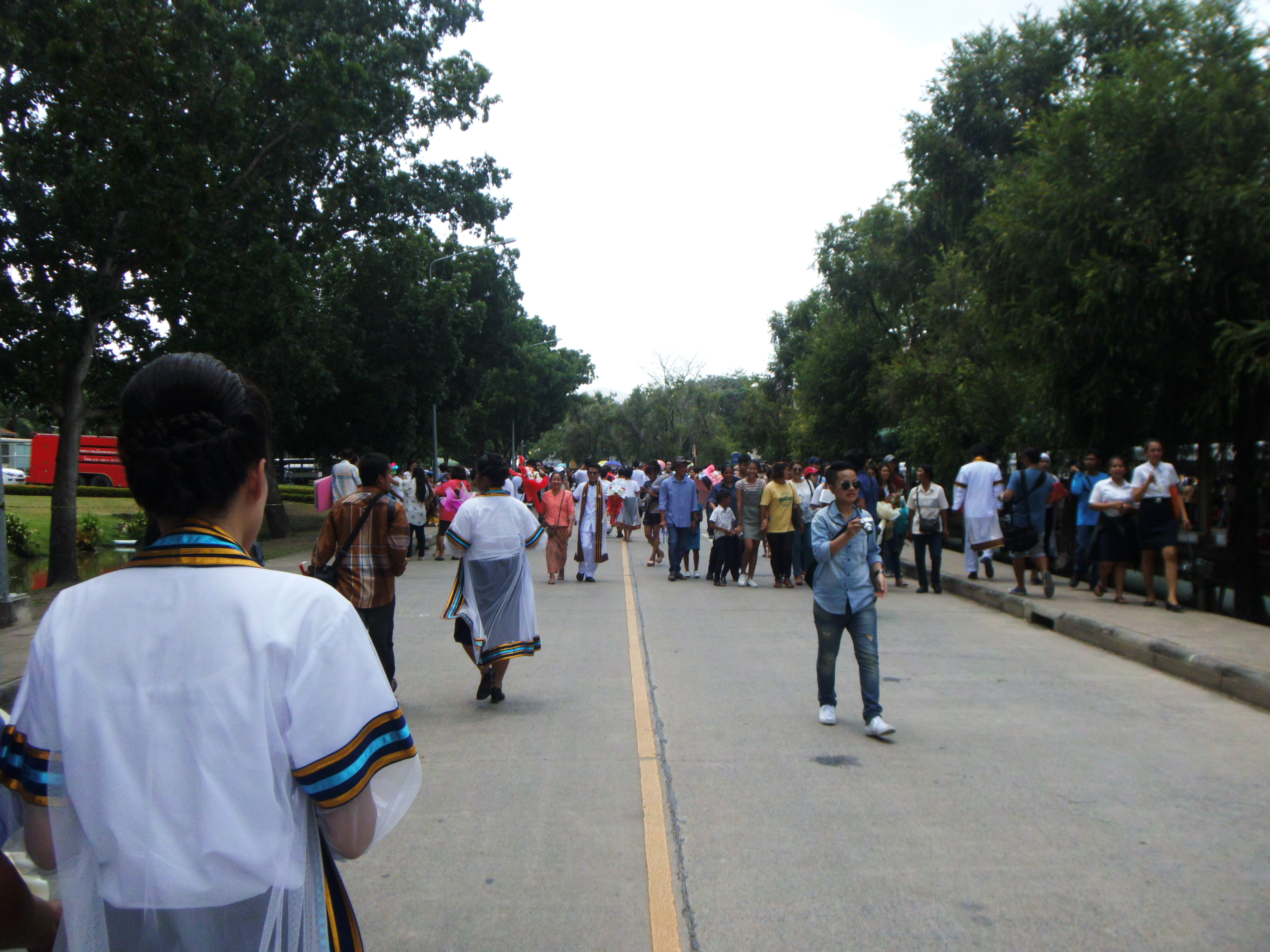
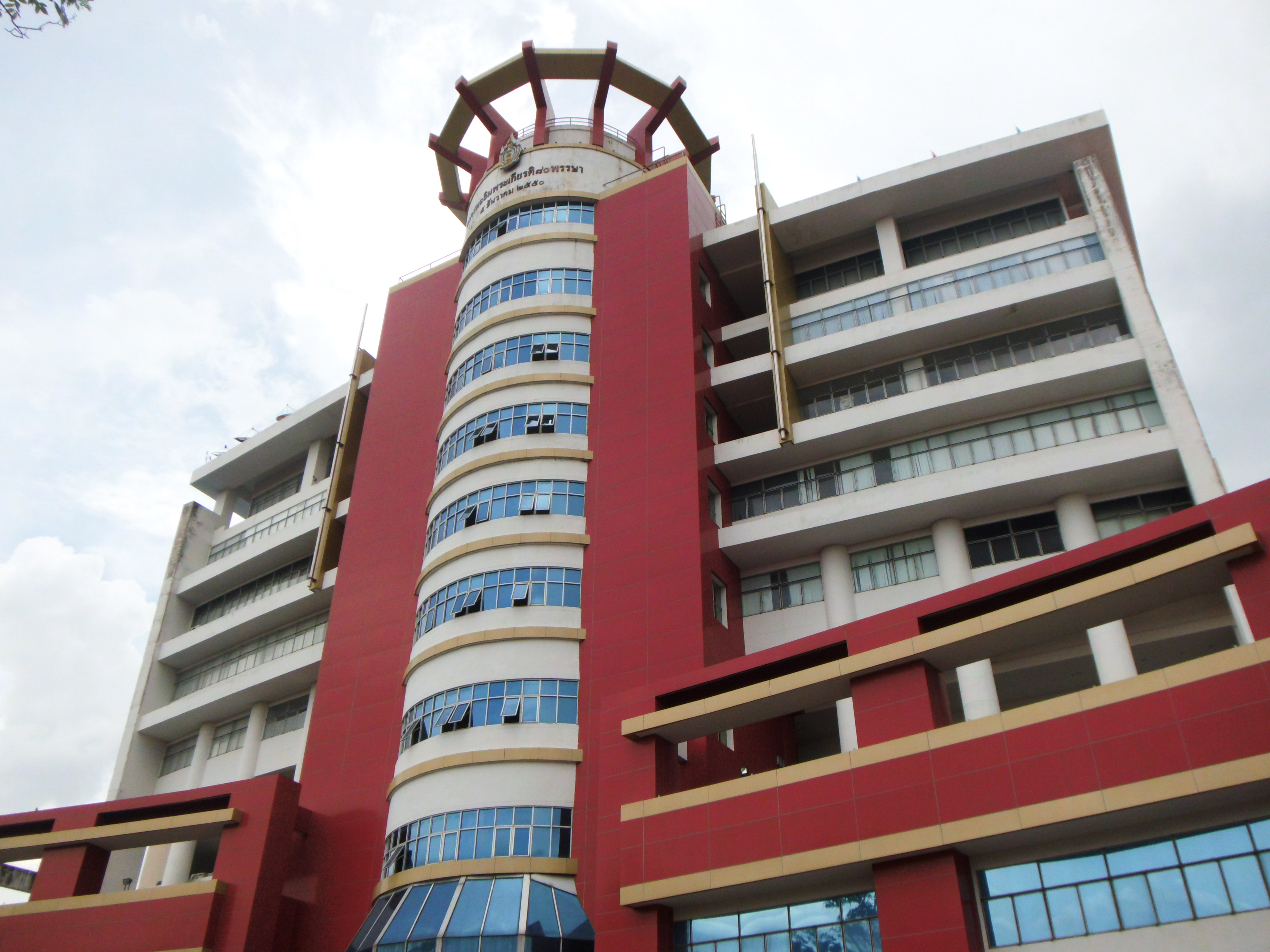
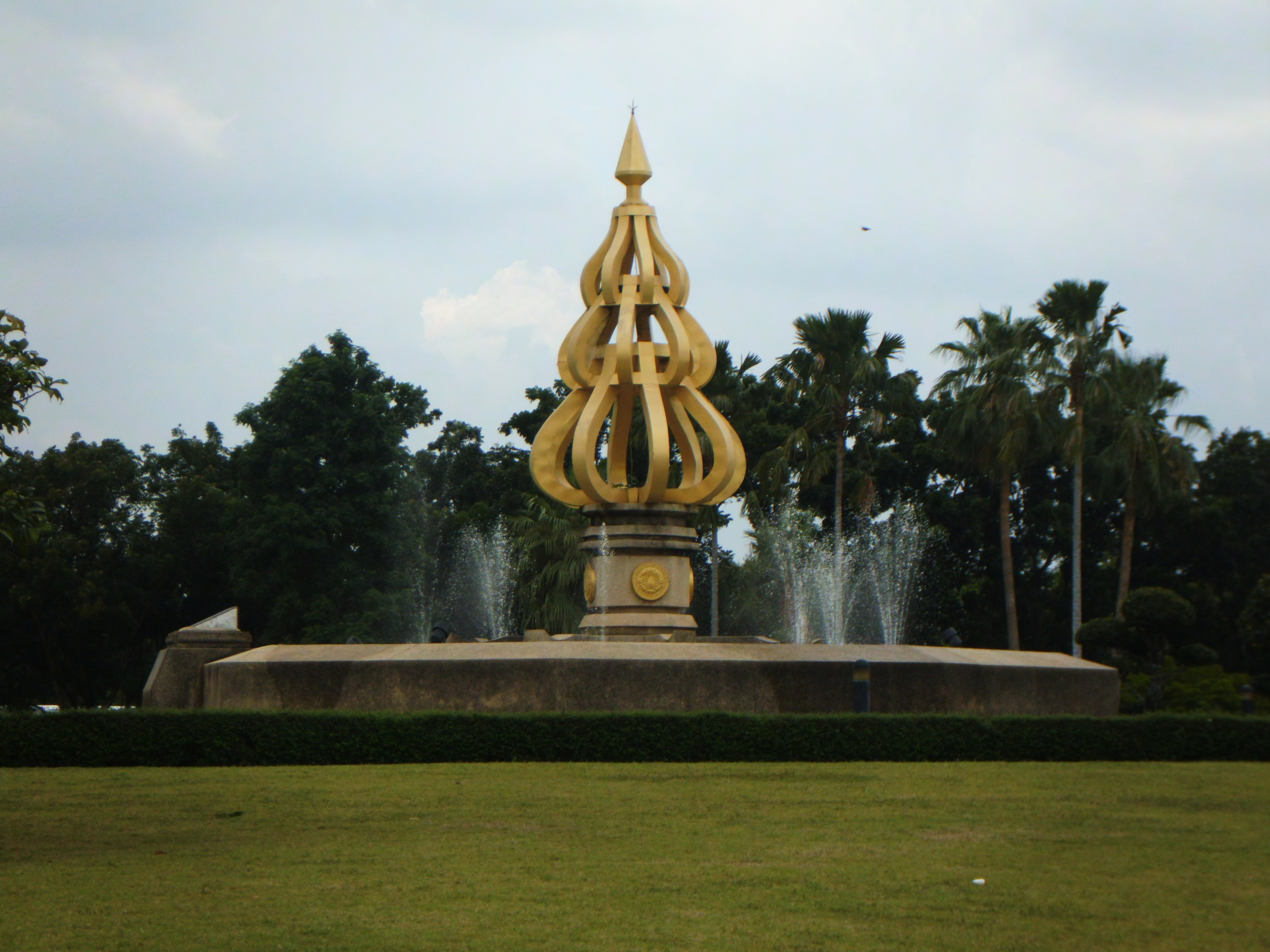
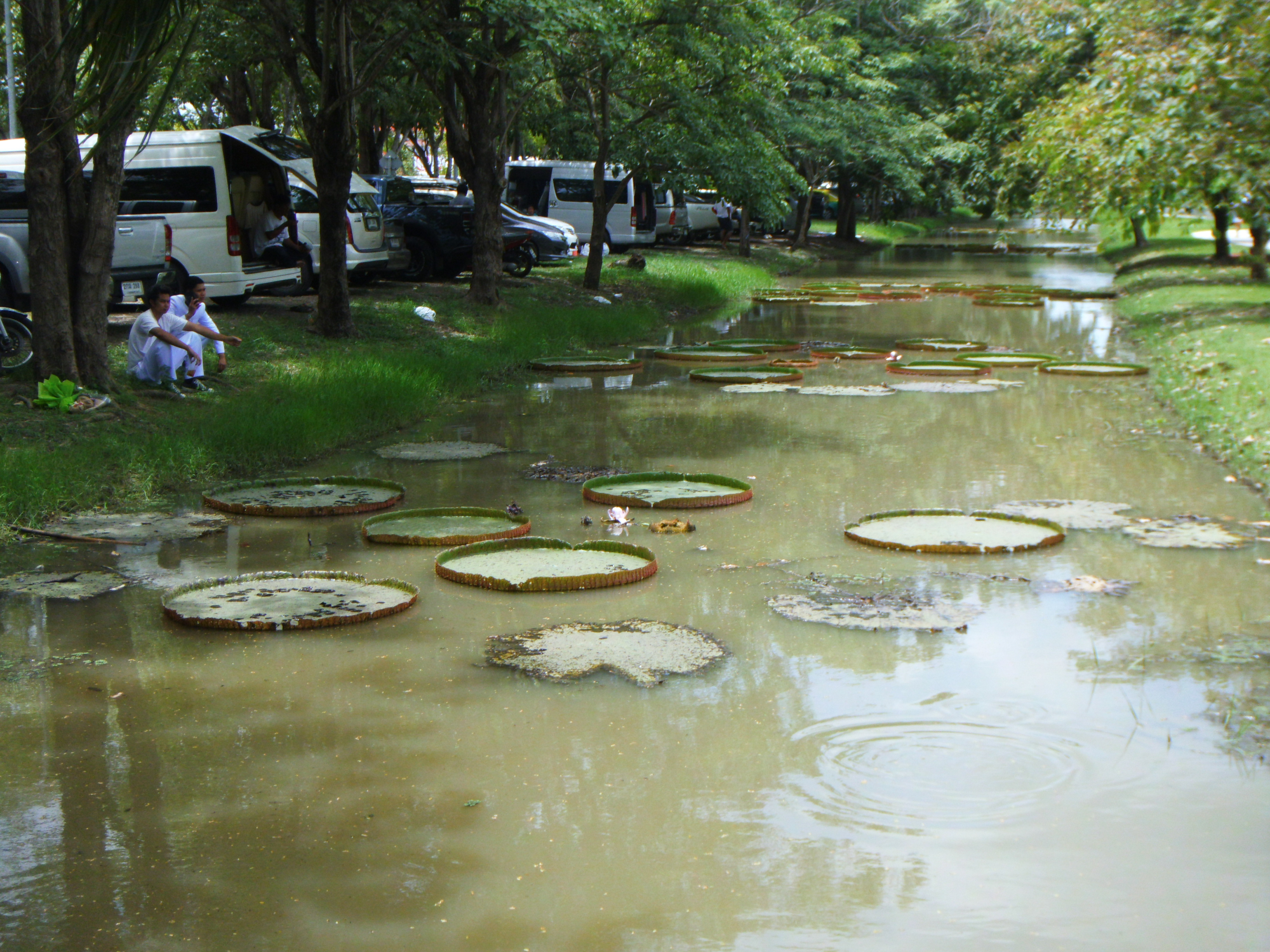